# Pietrișu (okręg Giurgiu)
Pietrișu – wieś w Rumunii, w okręgu Giurgiu, w gminie Găujani. W 2011 roku liczyła 1015 mieszkańców.